# 이온 은행
이온 은행(일본어: イオン銀行 이온긴코[*])은 일본의 은행이다. 이온 그룹 산하의 은행이다.